# Resolució 821 del Consell de Seguretat de les Nacions Unides
La Resolució 821 del Consell de Seguretat de les Nacions Unides, fou adoptada el 28 d'abril de 1993. Després de reafirmar la resolució 713 (1991), el Consell també va reafirmar les resolucions 757 (1992), 777 (1992) i la resolució 47/1 de l'Assemblea General, la qual establia que l'Estat abans conegut com la República Socialista Federal de Iugoslàvia havia declarat existir i que hauria d'aplicar com a membre de les Nacions Unides, i fins llavors no hauria de participar en l'Assemblea General.
La resolució 821 establia que la República Federal de Iugoslàvia (Sèrbia i Montenegro) no podia continuar automàticament la condició de membre de les Nacions Unides de l'exrepública Socialista Federal de Iugoslàvia i, per tant, recomana a l'Assemblea General que decidís que la República Federal de Iugoslàvia (Sèrbia i Montenegro) no participés en el Consell Econòmic i Social de les Nacions Unides (ECOSOC), decidint considerar la situació novament abans de la fi de la sessió 47 Assemblea General
La resolució va ser aprovada amb 13 vots a favor i cap en contra, amb dues abstencions de la República Popular de la Xina i Rússia.